# Тамариси (Марнеульский муниципалитет)
Тамариси (до 1944 года Траубенберг) — село в Марнеульском муниципалитете края Квемо-Картли Грузии.

## География
Расположено на Марнеульской равнине на высоте 320 метров над уровнем моря, на левом берегу реки Храми. В 12 км от города Марнеули.
На территории села найдено надгробие эпохи позднего энеолита и ранней бронзы.

## История
Немецкое евангельское село Траубенберг основано в 1908 году переселенцами из колонии Елисаветталь. До революции 1917 г. основным занятием населения было виноградарство и хлопководство. В селе имелись кооперативная лавка, сельско-хозяйственное кооперативное товарищество, начальная школа. В 1930-е годы организован колхоз «Рот Фронт».
В 1941 году немецкое население Грузинской ССР было выселено в Среднюю Азию. В 1944 году село было переименовано в Тамариси.

## Демография
По переписи 2014 года в селе проживает 1399 человек.
| Год переписи | Население | Мужчин | Женщин |
| ------------ | --------- | ------ | ------ |
| 2002         | 1690      | 817    | 873    |
| 2014         | ▼ 1399    | 686    | 713    |